# Austin Basis
Austin Lee Basis (* 14. September 1976 in Brooklyn, New York, USA) ist ein US-amerikanischer Schauspieler.

## Leben

### Privat
Basis wuchs in der kleinen Strandgemeinde Sea Gate, am Ende der berühmten Coney Island Promenade in Brooklyn, New York, auf. Seine Mutter Shari war über 30 Jahre lang Lehrerin. Sein Vater Arthur verwaltet seit fast 20 Jahren eine Fleisch-Vertriebsgesellschaft. Er hat einen jüngeren Bruder, Jeremy, der auch Lehrer ist.
In seiner Freizeit zeichnet er gerne und schreibt Gedichte.
Austin Basis ist frühzeitig an Diabetes Typ 1 erkrankt und setzt sich öffentlich für die Aufklärung über die Krankheit ein.

### Karriere
Bereits in einem sehr jungen Alter hat sich Austin im Rampenlicht zu Hause gefühlt, gerne Menschen unterhalten und zum Lachen gebracht – aber eigentlich träumte er davon, als Catcher für die New York Mets (Major League Baseball) zu spielen. Als dann klar war, dass Biologie und Genetik sich zusammentaten, um dies zu verhindern, richtete Austin seinen Fokus auf einen neuen Traumberuf: er wollte Arzt werden.
Während seiner Kindheit spielte Austin in diversen Theaterstücken, insbesondere Musicals – trotz seines fehlenden Gesangstalents. Von seiner ersten Rolle als „The Sun“ im Kindergarten, der Titelrolle als Dracula in einer Junior High School Produktion von „Young Dracula“, als Zahnarzt in einer Sommerlager-Version von „Der kleine Horrorladen“, bis hin zu der Rolle des Stanley in „Brighton Beach Memoirs“ – seine erste eigene Produktion im College – stellte sich der Verlauf von Austins Zukunft mit zunehmender Deutlichkeit dar.
Austin begann anschließend sein Theater-Studium an der Binghamton University. Er spielte neben diversen Eigenproduktionen u. a. die Titelrollen von „Rosencrantz & Guildenstern are Dead“ und „I Hate Hamlet“. Er setzte seine Ausbildung an der Actors Studio Drama School fort, wo er mit einem MFA in Schauspielerei abschloss.
Bald nach seinem Abschluss wurde Austin lebenslanges Mitglied des Actors Studios. Dort hatte er das Privileg, mit Leuten wie Al Pacino, Faye Dunaway und Estelle Parsons zu arbeiten sowie unter der Leitung von Ellen Burstyn, Harvey Keitel, Arthur Penn und Lee Grant.
Austin war für ein paar Jahre ein erfolgloser Schauspieler in New York. Er arbeitete als Barkeeper, Türsteher, Hilfskraft, Kellner und Hilfslehrer um seinen Lebensunterhalt zu verdienen und nahm währenddessen weiterhin Unterricht, um seine Vorsprech-Fähigkeiten zu verbessern. Er arbeitete stundenweise in der Actors Studio Drama School und spielte in einer Reihe von Independent- und Studenten-Filmen und Off-Off Broadway-Stücken. Darüber hinaus gestaltete er eine Improvisations- und Sketch-Comedy-Show namens „Mmm ... Comedy“ mit, welche 7 Monate lief.
Austins Fernseh-Debüt war in dem Comedy Central Film Porn 'n Chicken. Sein Durchbruch war im Jahr 2004, als er in einer Episode von Criminal Intent – Verbrechen im Visier mitwirkte. Austin bekam anschließend eine Rolle in einem Warner-Brothers-Pilotfilm für FOX namens Spellbound mit Christine Baranski, Barry Bostwick und Dave Annable. Er zog bald darauf endgültig nach Los Angeles und begann, seinen Lebensunterhalt als Schauspieler zu bestreiten.
Austin genießt ebenso eine kommerziell erfolgreiche Karriere, indem er unter anderem in Werbespots für Toys “R” Us, Wendys, Dr. Pepper, State Farm und Burger King auftritt.
Seit 2012 ist er als J.T. Forbes in der US-amerikanischen Fernsehserie Beauty and the Beast neben Kristin Kreuk und Jay Ryan zu sehen.

## Filmografie (Auswahl)
- 2002: Porn 'n Chicken
- 2004: Spellbound
- 2004: Dorian Blues
- 2004: Criminal Intent – Verbrechen im Visier (Law & Order: Criminal Intent, Fernsehserie)
- 2005: Building Girl
- 2005: Hazard
- 2006: Windfall (Fernsehserie)
- 2007: Anthem
- 2007: American Zombie
- 2007: Drake & Josh (Fernsehserie)
- 2007: 7eventy 5ive
- 2008: My Sassy Girl (Yeopgijeogin geunyeo)
- 2008: Navy CIS (NCIS, Fernsehserie)
- 2008: Life on Mars (Fernsehserie)
- 2008: The Other End of the Line
- 2008/2010: Supernatural (Fernsehserie)
- 2009: Curb Your Enthusiasm (Fernsehserie)
- 2010: Re-Cut
- 2010: Ghostfacers (Fernsehserie)
- 2010–2011: Life Unexpected (Fernsehserie)
- 2011: Dr. Dani Santino – Spiel des Lebens (Necessary Roughness, Fernsehserie)
- 2011: J. Edgar
- 2012: Grey’s Anatomy (Fernsehserie)
- seit 2012: Beauty and the Beast (Fernsehserie)
- 2013: Two In
- 2016: How to Get Away with Murder (Fernsehserie, Folge 3x03)
- 2018: Magnum P.I. (Fernsehserie, Folge 1x07)
- 2022: First Oscar